# Bałwanek (skała)

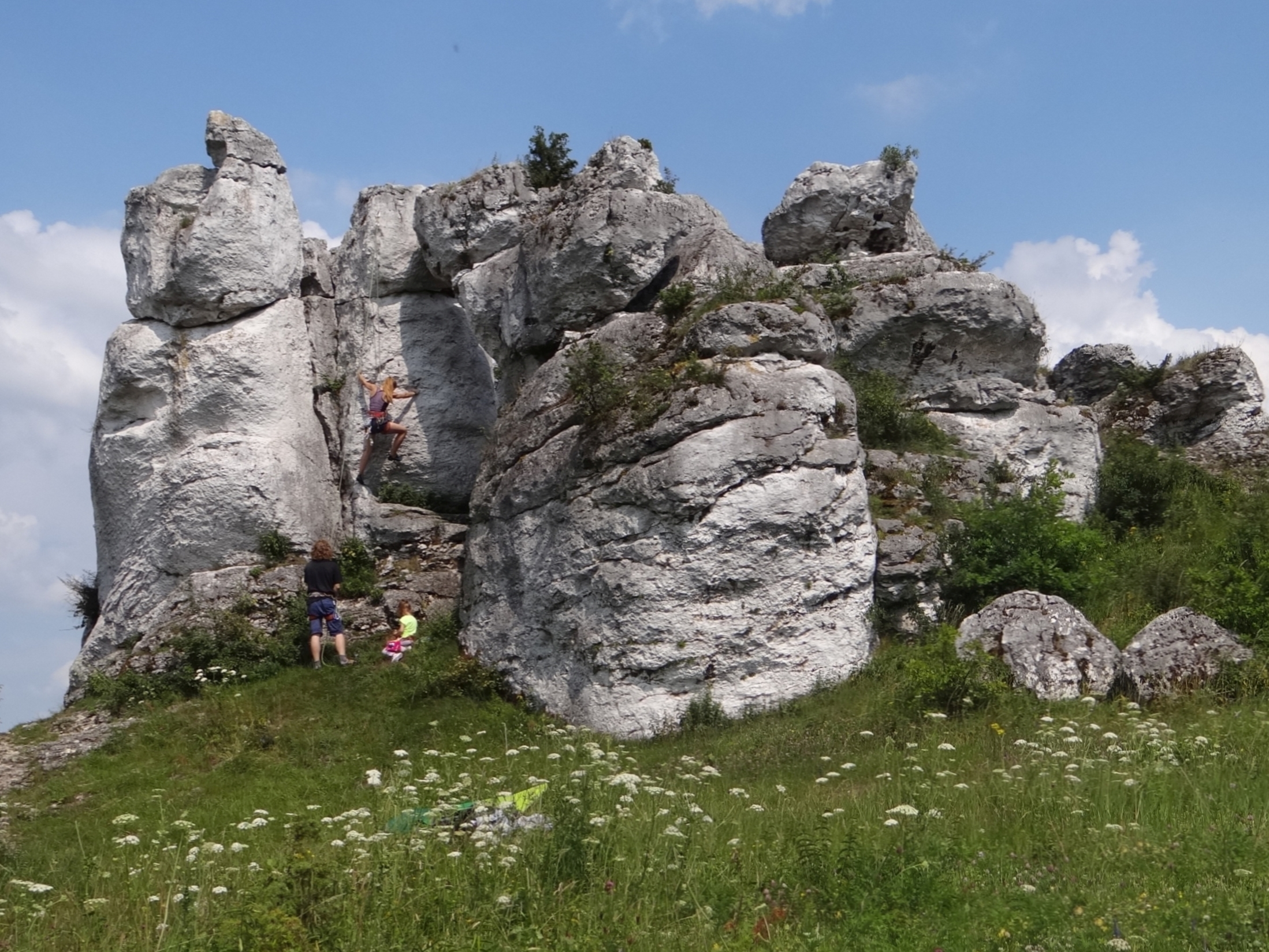
Wspinaczka na Bałwanku

Bałwanek – skała w Górach Towarnych Małych w miejscowości Olsztyn w województwie śląskim, w powiecie częstochowskim, w gminie Olsztyn. Jest to jedno z wzgórz Wyżyny Mirowsko-Olsztyńskiej będącej częścią Jury Krakowsko-Częstochowskiej. 
Zbudowana z wapieni skała znajduje się na terenie otwartym. Ma lite, połogie, pionowe lub przewieszone ściany o wysokości do 8 m i wystawie zachodniej.

## Drogi wspinaczkowe
Wspinacze poprowadzili na Bałwanku 6 dróg wspinaczkowych o trudności VI–VI.2+ w skali Kurtyki. 5 dróg posiada asekurację w postaci 1–3 ringów (r) i ringi zjazdowe (r) lub dwa ringi zjazdowe (drz).
1. Kwestia przechwytu; 2r + rz, VI.1, 8 m
2. Peryglacyjne dylematy; 3r + drz, VI.2+, 9 m
3. Chodź na solo; 2r + rz, VI.1, 8 m
4. I po bólu; 1r + rz, VI.1+, 8 m
5. Kantówka; 2r + rz, VI.1+, 8 m
6. Rysa; VI, 7 m[3].